# Пелопія
У грецькій міфології Пелопія, Пелопея або Пелопея (давньогрецькою: Πελόπεια), менш відома як Мнесіфан — дочка Тієста.

## Міфологія
Деякий час Тіест боровся за трон Мікен зі своїм братом Атреєм. Він також мав роман із дружиною Атрея Аеропою. Щоб помститися за це, Атрей убив синів Фів і подав їх йому на бенкеті. Тієст поклявся помститися. Тоді оракул напророчив йому, що якщо у нього народиться син від його власної доньки Пелопії, то цей син уб'є Атрея. Тож коли Пелопія, яка на той час перебувала в Сікіоні при дворі царя Феспрота, прийшла на берег річки, щоб випрати свій одяг, забруднений кров'ю під час жертовного обряду, Тієст, закривши обличчя, напав на неї і зґвалтував. Їй вдалося вирвати у нього меч. Вона зберегла його, щоб впізнати свого кривдника.
Незабаром після цього Атрей в пошуках брата прийшов до Феспрота і, прийнявши Пелопію за дочку Феспрота, попросив її руки. Щоб не розкривати правдиа Феспрот погодився. Оскільки Пелопія була вагітна від свого батька Тієста, незабаром вона народила сина Егіста і лишала помирати. Дитину вигодувала коза, і вона вижила. Згодом немовля Егіста знайшов пастух кози і віддав його Атрею, який виховав дитя як власного сина. Коли Егіст досягнув повноліття, Агамемнон і Менелай схопили його в Дельфах і привели до Атрея, який наказав йому вбити полоненого Тієста. Егіст мав при собі меч, який колись належав Тієсту, а потім був подарований йому Пелопією. Тієст впізнав меч і запитав про нього Егіста. Егіст покликав Пелопію, яка розповіла йому, як зброя потрапила до неї. Впізнавши Тієста і те, що він був ґвалтівником, Пелопія заколола себе мечем свого батька. Після цього Егіст убив Атрея і повернув царство Тієсту.